# 21664 Konradzuse
21664 Konradzuse este un asteroid din centura principală de asteroizi.

## Descriere
21664 Konradzuse este un asteroid din centura principală de asteroizi. A fost descoperit pe 4 septembrie 1999 la Observatorul din Ondřejov de Lenka Šarounová. Asteroidul prezintă o orbită caracterizată de o semiaxă mare de 2,61 ua, o excentricitate de 0,21 și o înclinație de 9,6° în raport cu ecliptica.